# Graubrustdrongo
Der Graubrustdrongo (Dicrurus caerulescens, Syn.: Lanius caerulescens; Balicassius caerulescens; Buchanga caerulescens) ist eine Vogelart aus der Familie der Drongos.

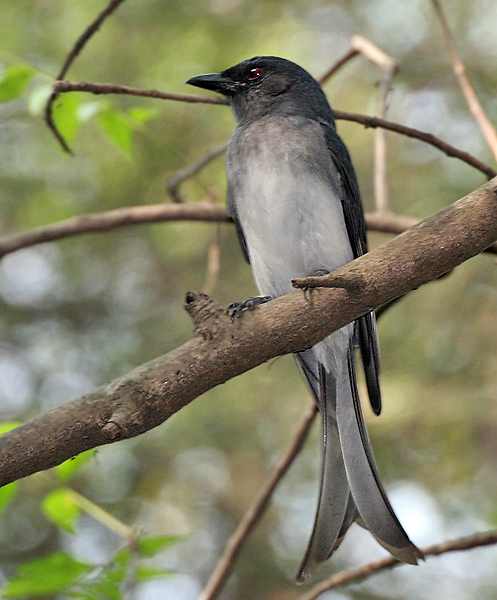
Nominatform

Er kommt in Indien, Nepal und Sri Lanka vor.
Das Verbreitungsgebiet umfasst offene trockene bis halbfeuchte Laub- und Bambuswälder bis 2000 m Höhe, in der Nähe schattiger Wege und Lichtungen.

## Beschreibung
Der Graubrustdrongo ist etwa 34 cm groß, wiegt 39 bis 41 g. Die Oberseite ist glänzend indigofarben, die Unterseite braungrau bis weiß, Bauch und Flügelunterdecken sind hell weiß, während Brust und Flanken gräulich bis braun sind. Der Schwanz ist kürzer und etwas weniger tief gegabelt als beim Graudrongo, die Schwanzunterseite ist weiß. Die Geschlechter unterscheiden sich nicht. Stirn, Zügel und Kehle sind schwarz, der übrige Kopf ist blaugrau bis braungrau. Die Iris ist rotbraun, der Schnabel ist schwarz mit kleinem Haken und zahlreichen Härchen an der Basis.
Jungvögel sind braun mit weißen Flecken auf der Unterseite.

## Stimme
Der Ruf des Männchens ähnelt dem des Trauerdrongos und wird als 3 – 4 finken- oder drosselartig schön klingende, gepfiffene Töne beschrieben. Zahlreiche Vogelstimmen können nachgeahmt werden.

## Geografische Variation
Es werden folgende Unterarten anerkannt:
- D. c. caerulescens (Linnaeus, 1758), Nominatform – englisch White-bellied Drongo – Indien von Haryana und Osten Gujarats, entlang der Himalayaausläufer bis Süden Nepals und Westbengalen und Odisha
- D. c. insularis (Sharpe, 1877) – Norden und Südosten Sri Lankas
- D. c. leucopygialis Blyth, 1846 – englisch White-vented Drongo – Südwesten Sri Lankas

## Lebensweise
Die Nahrung besteht hauptsächlich aus Insekten wie Grillen, Grashüpfer, Nachtfalter, aber auch aus Nektar von Butea, Salmalia und Korallenbaum Blüten.
Gejagt wird gerne von einem Ansitz aus mit anmutigen, geschickten Sturzflügen nach fliegenden Insekten. Die Beute wird mit Schnabel oder Krallen ergriffen und auf dem Ansitz verzehrt. Der Graubrustdrongo ist dämmerungsaktiv und auch oft Teil einer gemischten Jagdgemeinschaft.
Die Brutzeit liegt zwischen März bis Juni, in Sri Lanka zwischen Februar und Juni.
Nest & Eier sind wie beim Königsdrongo, das Nest wird im offenen Laubwald angelegt.

## Gefährdungssituation
Der Bestand gilt als nicht gefährdet (Least Concern).